# Dalea lasiathera
Dalea lasiathera är en ärtväxtart som beskrevs av Asa Gray. Dalea lasiathera ingår i släktet Dalea, och familjen ärtväxter. IUCN kategoriserar arten globalt som livskraftig. Inga underarter finns listade i Catalogue of Life.